# Wladimir Resnitschenko
Wladimir Resnitschenko (estnisch Vladimir Reznitšenko/russisch Владимир Резниченко; * 27. Juli 1965 in Alma-Ata, Kasachische SSR) ist ein ehemaliger sowjetischer bzw. deutscher Fechter und derzeitiger Fechttrainer. Er war mit dem Degen deutscher Meister, Olympiasieger und Weltmeister.

## Leben
Geboren als Sohn eines Kubaners und einer Russin begann Wladimir Resnitschenko schon früh mit dem Fechten. 1984 schloss er sich dem Fechtklub Dynamo Tallinn an. Bei den Fechtweltmeisterschaften 1987 wurde er mit der sowjetischen Degenmannschaft Weltmeister, im Einzelwettbewerb wurde er Fünfter. Bei den Olympischen Spielen 1988 in Seoul gewann er mit der Mannschaft Bronze und wurde Achter im Einzel.
Bei einem Weltcup-Turnier 1990 in Italien setzte er sich von der sowjetischen Mannschaft ab und schloss sich dem Fecht-Club Tauberbischofsheim an. 1992 wurde er Deutscher Meister mit dem Degen. Bei den Olympischen Spielen 1992 in Barcelona gewann er mit der deutschen Mannschaft Gold, wobei mit Robert Felisiak aus Polen noch ein zweiter Späteingebürgerter in der Mannschaft war.
Für diesen Sieg erhielt er am 23. Juni 1993 das Silberne Lorbeerblatt.
Im selben Jahr bekam er den Bambi verliehen. Anfang 1993 kehrte Wladimir Resnitschenko für einige Jahre nach Moskau zurück. Eine Zeit lang lebte er in Esslingen am Neckar und arbeitete ebenso wie Robert Felisiak als Fechttrainer bei den TSF Ditzingen. Seit 2009 arbeitet er als Trainer beim württembergischen SV Illingen.